# بلوونتویل (تنسی)
بلوونتویل(به انگلیسی: Blountville) شهری در ایالت تنسی کشور ایالات متحده آمریکا است که جمعیت آن در سرشماری سال ۲۰۱۰ میلادی، ۳٬۰۷۴ نفر بوده‌است.